# Clinopodium macrostemum
El nurite, poleo, hediondilla, hierba del borracho, tabaquillo grande, toche, té de monteo o té del monte (Clinopodium macrostemum) es una planta de la familia de las lamiáceas.

## Descripción
Es una planta arbustiva cuya altura puede variar entre 1 y 3 metros con tallos erectos y ramas arqueadas. Las hojas tienen peciolos de 2 a 5 milímetros, mientras que su limbo tiene longitudes que varían de 1 a 4 centímetros de largo y de 6 a 15 milímetros de ancho. Tiene flores acampanadas de 2 a 3.5 centímetros de largo que poseen tonalidades entre naranjas y rojizas.

## Distribución y hábitat
Suele encontrarse en bosques templados de pino-encino u oyamel a altitudes entre 2,400 y 3,200 metros sobre el nivel del mar. Se distribuye de forma continua en los estados de Jalisco, Michoacán, Estado de México, Morelos, Guerrero, Puebla, Oaxaca y el sur de Hidalgo, encontrándose ejemplares aislados en Sinaloa y Durango.

## Usos
El aceite esencial de la hoja del nurite contiene 32 compuestos principales: Linalool (55.4%), nerol (6.4%), cariofileno (6.25%), mentona (5.8%), acetato de geranilo (4,1 %), terpineol (3,7 %) y pulegona (2,8 %). Otros compuestos identificados en la planta son el limoneno, alcanfor, timol, p-cimeno, α-terpineol, ácido oleanólico, ácido ursólico y ácido 3-hidroxi-ursenoico, por lo que se suelen atribuir a esta planta propiedades relajantes, antioxidantes, antimicrobianas (pues tiene la capacidad de inhibir hasta en un 80% a bacterias como Escherichia coli, Staphylococcus aureus, Pseudomonas aeruginosa, y Klebsiella pneumoniae) e incluso larvicidas contra crías de mosquito. El aceite esencial también ha mostrado propiedades antioxidantes posiblemente atribuidas a las altas cantidades de timol. También se ha demostrado ratas de laboratorio la eficacia de extractos en metanol de S. macrostema al reducir el daño en el tejido hepático causado por la ingesta de paracetamol y los daños causados por tetra cloruro de carbono.
En medicina tradicional, el nurite es usado por el pueblo purépecha en Michoacán para el tratamiento de malestares estomacales e incluso se le atribuyen propiedades para el tratamiento de la infertilidad, mientras que en Oaxaca se utiliza para tratar malestares de resaca causados por el consumo excesivo de bebidas alcohólicas, también es usado como antifebril, para el tratamiento de padecimientos estomacales y en labores de parto de jóvenes menores de 30 años. También es usado como alimento cotidiano, ya sea en infusión, agua fresca, como condimento o simplemente se puede comer con tortilla. También se puede usar como ingrediente para preparar atole de grano en sustitución del anís de campo.